# Center Hill
Center Hill és una població dels Estats Units a l'estat de Florida. Segons el cens del 2000 tenia 910 habitants.

## Demografia
Segons el cens del 2000, Center Hill tenia 910 habitants, 282 habitatges, i 212 famílies. La densitat de població era de 205,5 habitants per km².
Dels 282 habitatges en un 42,2% hi vivien nens de menys de 18 anys, en un 57,4% hi vivien parelles casades, en un 10,3% dones solteres, i en un 24,8% no eren unitats familiars. En el 20,9% dels habitatges hi vivien persones soles el 10,6% de les quals corresponia a persones de 65 anys o més que vivien soles. El nombre mitjà de persones vivint en cada habitatge era de 3,2 i el nombre mitjà de persones que vivien en cada família era de 3,63.
Per edats la població es repartia de la següent manera: un 36,2% tenia menys de 18 anys, un 9,5% entre 18 i 24, un 25,8% entre 25 i 44, un 17,6% de 45 a 60 i un 11% 65 anys o més.
L'edat mediana era de 28 anys. Per cada 100 dones de 18 o més anys hi havia 106 homes.
La renda mediana per habitatge era de 29.830 $ i la renda mediana per família de 30.156 $. Els homes tenien una renda mediana de 27.279 $ mentre que les dones 20.500 $. La renda per capita de la població era de 13.546 $. Entorn del 19,2% de les famílies i el 26,2% de la població estaven per davall del llindar de pobresa.

## Poblacions més properes
El següent diagrama mostra les poblacions més properes.